# Leif Målberg
Leif Målberg (ur. 1 września 1945) – były szwedzki piłkarz występujący na pozycji obrońcy.

## Kariera klubowa
Målberg przez całą zawodową karierę piłkarską był związany z Elfsborgiem. Grał tam w latach 1965–1980, a potem zakończył karierę. Po zakończeniu kariery, od 1985 roku do 1986 roku oraz w 1990 roku był trenerem Elfsborga.

## Kariera reprezentacyjna
W 1970 roku Målberg został powołany do reprezentacji Szwecji na Mistrzostwa Świata. Nie zagrał jednak na nich ani razu, a Szwecja odpadła z turnieju po fazie grupowej. 6 sierpnia 1972 roku w zremisowanym 4:4 towarzyskim meczu ze Związkiem Radzieckim zadebiutował w drużynie narodowej. W latach 1972–1973 w drużynie narodowej Målberg rozegrał w sumie 4 spotkania.